# Українсько-гаїтянські відносини
Українсько-гаїтянські відносини — відносини між Україною та Республікою Гаїті.
Країни встановили дипломатичні відносини 23 вересня 2010 року.
Інтереси громадян України в Республіці Гаїті захищає Посольство України на Кубі.